# Primicaris larvaformis
Primicaris larvaformis (en llatí, "gamba primitiva en forma de larva") és una espècie d'artròpode que visqué durant el període Cambrià, entre fa 542 milions d'anys i fa 513 milions d'anys. Se n'han trobat restes fòssils a les províncies xineses de Shaanxi i Yunnan. Forma part de la fauna de Chengjiang.
Al principi, es cregué que les seves restes corresponien a l'estadi larvari d'un trilobit naraoid. Tanmateix, a mesura que s'anaren descobrint nous fòssils més complets, la seva mida relativament gran, la seva morfologia estable i l'estructura poc habitual dels seus apèndixs conduïren els científics a reconèixer P. larvaformis com una espècie pròpia.
Els caràcters d'aquest animal fan que se'l consideri com un aracnomorf basal o fins i tot com un artròpode basal. De fet, sembla trobar-se a mig camí entre animals ediacarians com ara Parvancorina i les formes més avançades d'artròpodes que anaren apareixent durant el Cambrià. Feia uns 3,5 mm de llargada.